# Eliminatórias da Copa do Mundo FIFA de 2022 – AFC
A zona asiática (AFC) das Eliminatórias da Copa do Mundo FIFA de 2022 foi disputada entre 6 de junho de 2019 e 16 de novembro de 2021. Quatro equipes tiveram vaga direta para a Copa do Mundo FIFA de 2022 e uma para a repescagem intercontinental.

## Formato
As duas primeiras rodadas também serviram como eliminatórias para a Copa da Ásia de 2023. Assim sendo, o Qatar (sede da Copa do Mundo de 2022) participou destas duas primeiras rodadas.
A estrutura da qualificação foi a seguinte:
- Primeira fase: Um total de 12 equipes (ranqueadas de 35-46 no Ranking da FIFA) jogaram em casa e fora contra suas respectivas equipes.
- Segunda fase: Um total de 40 equipes (ranqueadas de 1-34 no Ranking da FIFA e os seis vencedores da primeira fase) foram divididas em oito grupos de cinco seleções cada, onde as seleções se enfrentaram em casa e fora. As oito primeiras colocadas, mais os quatro melhores segundos colocados, avançaram para a terceira fase de qualificação, e também se classificam para a Copa da Ásia de 2023.
- Terceira fase: Um total de 12 equipes foram divididas em dois grupos de seis seleções cada. Os dois melhores colocados de cada grupo se classificaram para a Copa do Mundo FIFA de 2022. Já os terceiros colocados avançaram para a quarta fase.
- Quarta fase: Os dois terceiros colocados da terceira fase se enfrentaram em partidas de ida e volta para determinar quem avançaria para a repescagem internacional.

## Participantes
As 46 nações afiliadas FIFA e a AFC entram nas eliminatórias, com o Ranking da FIFA de abril de 2019 sendo usado para determinar quais seleções irão disputar a primeira fase. Para os sorteios da segunda e terceira fase serão usados os rankings mais recentes antes da data do sorteio.
Entre parênteses, a sua posição no ranking da FIFA (de abril de 2019).
| Competem a partir da segunda fase (Ranqueados do 1º ao 34º lugar) | Competem a partir da segunda fase (Ranqueados do 1º ao 34º lugar) | Competem a partir da primeira fase (Ranqueados do 35º ao 46º lugar) |
| --- | --- | --- |
| 1. Irã (21) 2. Japão (26) 3. Coreia do Sul (37) 4. Austrália (41) 5. Catar (55) 6. Emirados Árabes Unidos (67) 7. Arábia Saudita (72) 8. China (74) 9. Iraque (76) 10. Síria (83) 11. Uzbequistão (85) 12. Líbano (86) 13. Omã (86) 14. Quirguistão (95) 15. Jordânia (97) 16. Vietnã (98) 17. Palestina (99) | 1. Índia (101) 2. Bahrein (111) 3. Tailândia (114) 4. Tadjiquistão (120) 5. Coreia do Norte (121) 6. Filipinas (124) 7. Taipé Chinês (125) 8. Turcomenistão (136) 9. Myanmar (140) 10. Hong Kong (141) 11. Iêmen (146) 12. Afeganistão (149) 13. Maldivas (151) 14. Kuwait (156) 15. Indonésia (159) 16. Singapura (160) 17. Nepal (161) | 1. Malásia (168) 2. Camboja (173) 3. Macau (183) 4. Laos (184) 5. Butão (186) 6. Mongólia (187) 7. Bangladesh (188) 8. Guam (193) 9. Brunei (194) 10. Timor-Leste (195) 11. Paquistão (200) 12. Sri Lanka (202) |

## Primeira fase
O sorteio para a primeira fase ocorreu em 17 de abril de 2019.
| Equipe 1 | Total | Equipe 2    | 1.º jogo | 2.º jogo |
| -------- | ----- | ----------- | -------- | -------- |
| Mongólia | 3–2   | Brunei      | 2–0      | 1–2      |
| Macau    | 1–3   | Sri Lanka   | 1–0      | 0–3      |
| Laos     | 0–1   | Bangladesh  | 0–1      | 0–0      |
| Malásia  | 12–2  | Timor-Leste | 7–1      | 5–1      |
| Camboja  | 4–1   | Paquistão   | 2–0      | 2–1      |
| Butão    | 1–5   | Guam        | 1–0      | 0–5      |

## Segunda fase
O sorteio para esta fase foi realizado em 17 de julho de 2019 na sede da AFC em Kuala Lumpur na Malásia. A divisão dos potes foi baseada no ranking da FIFA de junho de 2019 (mostrado entre parenteses).
| Pote 1 | Pote 2 | Pote 3 | Pote 4 | Pote 5 |
| --- | --- | --- | --- | --- |
| 1. Irã (20) 2. Japão (28) 3. Coreia do Sul (37) 4. Austrália (43) 5. Catar (55) 6. Emirados Árabes Unidos (67) 7. Arábia Saudita (69) 8. China (73) | 1. Iraque (77) 2. Uzbequistão (82) 3. Síria (85) 4. Omã (86) 5. Líbano (86) 6. Quirguistão (95) 7. Vietnã (96) 8. Jordânia (98) | 1. Palestina (100) 2. Índia (101) 3. Bahrein (110) 4. Tailândia (116) 5. Tadjiquistão (120) 6. Coreia do Norte (122) 7. Taipé Chinês (125) 8. Filipinas (126) | 1. Turcomenistão (135) 2. Myanmar (138) 3. Hong Kong (141) 4. Iêmen (144) 5. Afeganistão (149) 6. Maldivas (151) 7. Kuwait (156) 8. Malásia (159) | 1. Indonésia (160) 2. Singapura (162) 3. Nepal (165) 4. Camboja (169) 5. Bangladesh (183) 6. Mongólia (187) 7. Guam (190) 8. Sri Lanka (201) |

### Grupos
| Legenda | Legenda                                                                        |
| ------- | ------------------------------------------------------------------------------ |
|         | Seleções classificadas à terceira fase e a Copa da Ásia                        |
|         | Seleções classificadas à terceira rodada das eliminatórias para a Copa da Ásia |
|         | Seleções classificadas ao play-off das eliminatórias para a Copa da Ásia       |
|         | Desistente                                                                     |

#### Grupo A
| Pos | Equipe    | Pts | J | V | E | D | GP | GC | SG  | Classificado                                          |  | SYR | CHN | PHI | MDV | GUM |
| --- | --------- | --- | - | - | - | - | -- | -- | --- | ----------------------------------------------------- |  | --- | --- | --- | --- | --- |
| 1   | Síria     | 21  | 8 | 7 | 0 | 1 | 22 | 7  | +15 | Terceira fase e a Copa da Ásia                        |  | —   | 2–1 | 1–0 | 2–1 | 4–0 |
| 2   | China     | 19  | 8 | 6 | 1 | 1 | 30 | 3  | +27 | Terceira fase e a Copa da Ásia                        |  | 3–1 | —   | 2–0 | 5–0 | 7–0 |
| 3   | Filipinas | 11  | 8 | 3 | 2 | 3 | 12 | 11 | +1  | Terceira rodada das eliminatórias para a Copa da Ásia |  | 2–5 | 0–0 | —   | 1–1 | 3–0 |
| 4   | Maldivas  | 7   | 8 | 2 | 1 | 5 | 7  | 20 | −13 | Terceira rodada das eliminatórias para a Copa da Ásia |  | 0–4 | 0–5 | 1–2 | —   | 3–1 |
| 5   | Guam      | 0   | 8 | 0 | 0 | 8 | 2  | 32 | −30 | Play-off das eliminatórias para a Copa da Ásia        |  | 0–3 | 0–7 | 1–4 | 0–1 | —   |

#### Grupo B
| Pos | Equipe       | Pts | J | V | E | D | GP | GC | SG  | Classificado                                          |  | AUS | KUW | JOR | NEP | TPE |
| --- | ------------ | --- | - | - | - | - | -- | -- | --- | ----------------------------------------------------- |  | --- | --- | --- | --- | --- |
| 1   | Austrália    | 24  | 8 | 8 | 0 | 0 | 28 | 2  | +26 | Terceira fase e a Copa da Ásia                        |  | —   | 3–0 | 1–0 | 5–0 | 5–1 |
| 2   | Kuwait       | 14  | 8 | 4 | 2 | 2 | 19 | 7  | +12 | Terceira rodada das eliminatórias para a Copa da Ásia |  | 0–3 | —   | 0–0 | 7–0 | 9–0 |
| 3   | Jordânia     | 14  | 8 | 4 | 2 | 2 | 13 | 3  | +10 | Terceira rodada das eliminatórias para a Copa da Ásia |  | 0–1 | 0–0 | —   | 3–0 | 5–0 |
| 4   | Nepal        | 6   | 8 | 2 | 0 | 6 | 4  | 22 | −18 | Terceira rodada das eliminatórias para a Copa da Ásia |  | 0–3 | 0–1 | 0–3 | —   | 2–0 |
| 5   | Taipé Chinês | 0   | 8 | 0 | 0 | 8 | 4  | 34 | −30 | Play-off das eliminatórias para a Copa da Ásia        |  | 1–7 | 1–2 | 1–2 | 0–2 | —   |

#### Grupo C
| Pos | Equipe    | Pts | J | V | E | D | GP | GC | SG  | Classificado                                          |  | IRN  | IRQ | BHR | HKG | CAM  |
| --- | --------- | --- | - | - | - | - | -- | -- | --- | ----------------------------------------------------- |  | ---- | --- | --- | --- | ---- |
| 1   | Irã       | 18  | 8 | 6 | 0 | 2 | 34 | 4  | +30 | Terceira fase e a Copa da Ásia                        |  | —    | 1–0 | 3–0 | 3–1 | 14–0 |
| 2   | Iraque    | 17  | 8 | 5 | 2 | 1 | 14 | 4  | +10 | Terceira fase e a Copa da Ásia                        |  | 2–1  | —   | 0–0 | 2–0 | 4–1  |
| 3   | Bahrein   | 15  | 8 | 4 | 3 | 1 | 15 | 4  | +11 | Terceira rodada das eliminatórias para a Copa da Ásia |  | 1–0  | 1–1 | —   | 4–0 | 8–0  |
| 4   | Hong Kong | 5   | 8 | 1 | 2 | 5 | 4  | 13 | −9  | Terceira rodada das eliminatórias para a Copa da Ásia |  | 0–2  | 0–1 | 0–0 | —   | 2–0  |
| 5   | Camboja   | 1   | 8 | 0 | 1 | 7 | 2  | 44 | −42 | Play-off das eliminatórias para a Copa da Ásia        |  | 0–10 | 0–4 | 0–1 | 1–1 | —    |

#### Grupo D
| Pos | Equipe         | Pts | J | V | E | D | GP | GC | SG  | Classificado                                          |  | KSA | UZB | PLE | SIN | YEM |
| --- | -------------- | --- | - | - | - | - | -- | -- | --- | ----------------------------------------------------- |  | --- | --- | --- | --- | --- |
| 1   | Arábia Saudita | 20  | 8 | 6 | 2 | 0 | 22 | 4  | +18 | Terceira fase e a Copa da Ásia                        |  | —   | 3–0 | 5–0 | 3–0 | 3–0 |
| 2   | Uzbequistão    | 15  | 8 | 5 | 0 | 3 | 18 | 9  | +9  | Terceira rodada das eliminatórias para a Copa da Ásia |  | 2–3 | —   | 2–0 | 5–0 | 5–0 |
| 3   | Palestina      | 10  | 8 | 3 | 1 | 4 | 10 | 10 | 0   | Terceira rodada das eliminatórias para a Copa da Ásia |  | 0–0 | 2–0 | —   | 4–0 | 3–0 |
| 4   | Singapura      | 7   | 8 | 2 | 1 | 5 | 7  | 22 | −15 | Terceira rodada das eliminatórias para a Copa da Ásia |  | 0–3 | 1–3 | 2–1 | —   | 2–2 |
| 5   | Iêmen          | 5   | 8 | 1 | 2 | 5 | 6  | 18 | −12 | Terceira rodada das eliminatórias para a Copa da Ásia |  | 2–2 | 0–1 | 1–0 | 1–2 | —   |

#### Grupo E
| Pos | Equipe      | Pts | J | V | E | D | GP | GC | SG  | Classificado                                          |  | QAT | OMA | IND | AFG | BAN |
| --- | ----------- | --- | - | - | - | - | -- | -- | --- | ----------------------------------------------------- |  | --- | --- | --- | --- | --- |
| 1   | Catar       | 22  | 8 | 7 | 1 | 0 | 18 | 1  | +17 | Copa da Ásia                                          |  | —   | 2–1 | 0–0 | 6–0 | 5–0 |
| 2   | Omã         | 18  | 8 | 6 | 0 | 2 | 16 | 6  | +10 | Terceira fase e a Copa da Ásia                        |  | 0–1 | —   | 1–0 | 3–0 | 4–1 |
| 3   | Índia       | 7   | 8 | 1 | 4 | 3 | 6  | 7  | −1  | Terceira rodada das eliminatórias para a Copa da Ásia |  | 0–1 | 1–2 | —   | 1–1 | 1–1 |
| 4   | Afeganistão | 6   | 8 | 1 | 3 | 4 | 5  | 15 | −10 | Terceira rodada das eliminatórias para a Copa da Ásia |  | 0–1 | 1–2 | 1–1 | —   | 1–0 |
| 5   | Bangladesh  | 2   | 8 | 0 | 2 | 6 | 3  | 19 | −16 | Terceira rodada das eliminatórias para a Copa da Ásia |  | 0–2 | 0–3 | 0–2 | 1–1 | —   |

1. ↑  O Catar já se classificou para a Copa do Mundo como país-sede.

#### Grupo F
| Pos | Equipe       | Pts | J | V | E | D | GP | GC | SG  | Classificado                                                    |  | JPN  | TJK | KGZ | MNG | MYA  |
| --- | ------------ | --- | - | - | - | - | -- | -- | --- | --------------------------------------------------------------- |  | ---- | --- | --- | --- | ---- |
| 1   | Japão        | 24  | 8 | 8 | 0 | 0 | 46 | 2  | +44 | Classificação à terceira fase e a Copa da Ásia                  |  | —    | 4–1 | 5–1 | 6–0 | 10–0 |
| 2   | Tadjiquistão | 13  | 8 | 4 | 1 | 3 | 14 | 12 | +2  | Classificação à 3ª rodada das eliminatórias para a Copa da Ásia |  | 0–3  | —   | 1–0 | 3–0 | 4–0  |
| 3   | Quirguistão  | 10  | 8 | 3 | 1 | 4 | 19 | 12 | +7  | Classificação à 3ª rodada das eliminatórias para a Copa da Ásia |  | 0–2  | 1–1 | —   | 0–1 | 7–0  |
| 4   | Mongólia     | 6   | 8 | 2 | 0 | 6 | 3  | 27 | −24 | Classificação à 3ª rodada das eliminatórias para a Copa da Ásia |  | 0–14 | 0–1 | 1–2 | —   | 1–0  |
| 5   | Myanmar      | 6   | 8 | 2 | 0 | 6 | 6  | 35 | −29 | Classificação à 3ª rodada das eliminatórias para a Copa da Ásia |  | 0–2  | 4–3 | 1–8 | 1–0 | —    |

#### Grupo G
| Pos | Equipe                 | Pts | J | V | E | D | GP | GC | SG  | Classificado                                          |  | UAE | VIE | MAS | THA | IDN |
| --- | ---------------------- | --- | - | - | - | - | -- | -- | --- | ----------------------------------------------------- |  | --- | --- | --- | --- | --- |
| 1   | Emirados Árabes Unidos | 18  | 8 | 6 | 0 | 2 | 23 | 7  | +16 | Terceira fase e a Copa da Ásia                        |  | —   | 3–2 | 4–0 | 3–1 | 5–0 |
| 2   | Vietnã                 | 17  | 8 | 5 | 2 | 1 | 13 | 5  | +8  | Terceira fase e a Copa da Ásia                        |  | 1–0 | —   | 1–0 | 0–0 | 4–0 |
| 3   | Malásia                | 12  | 8 | 4 | 0 | 4 | 10 | 12 | −2  | Terceira rodada das eliminatórias para a Copa da Ásia |  | 1–2 | 1–2 | —   | 2–1 | 2–0 |
| 4   | Tailândia              | 9   | 8 | 2 | 3 | 3 | 9  | 9  | 0   | Terceira rodada das eliminatórias para a Copa da Ásia |  | 2–1 | 0–0 | 0–1 | —   | 2–2 |
| 5   | Indonésia              | 1   | 8 | 0 | 1 | 7 | 5  | 27 | −22 | Play-off das eliminatórias para a Copa da Ásia        |  | 0–5 | 1–3 | 2–3 | 0–3 | —   |

#### Grupo H
| Pos | Equipe          | Pts | J | V | E | D | GP | GC | SG  | Classificado                                          |  | KOR | LBN | TKM   | SRI   | PRK   |
| --- | --------------- | --- | - | - | - | - | -- | -- | --- | ----------------------------------------------------- |  | --- | --- | ----- | ----- | ----- |
| 1   | Coreia do Sul   | 16  | 6 | 5 | 1 | 0 | 22 | 1  | +21 | Terceira fase e a Copa da Ásia                        |  | —   | 2–1 | 5–0   | 8–0   | Canc. |
| 2   | Líbano          | 10  | 6 | 3 | 1 | 2 | 11 | 8  | +3  | Terceira fase e a Copa da Ásia                        |  | 0–0 | —   | 2–1   | 3–2   | 0–0   |
| 3   | Turcomenistão   | 9   | 6 | 3 | 0 | 3 | 8  | 11 | −3  | Terceira rodada das eliminatórias para a Copa da Ásia |  | 0–2 | 3–2 | —     | 2–0   | 3–1   |
| 4   | Sri Lanka       | 0   | 6 | 0 | 0 | 6 | 2  | 23 | −21 | Terceira rodada das eliminatórias para a Copa da Ásia |  | 0–5 | 0–3 | 0–2   | —     | 0–1   |
| 5   | Coreia do Norte | 0   | 0 | 0 | 0 | 0 | 0  | 0  | 0   | Retirou-se                                            |  | 0–0 | 2–0 | Canc. | Canc. | —     |

### Melhores segundo colocados
| Pos | Grp | Equipe       | Pts | J | V | E | D | GP | GC | SG  | Classificado                                                   |
| --- | --- | ------------ | --- | - | - | - | - | -- | -- | --- | -------------------------------------------------------------- |
| 1   | A   | China        | 13  | 6 | 4 | 1 | 1 | 16 | 3  | +13 | Classificada à 3ª rodada das eliminatórias para a Copa da Ásia |
| 2   | E   | Omã          | 12  | 6 | 4 | 0 | 2 | 9  | 5  | +4  | classificadas à terceira fase e a Copa da Ásia                 |
| 3   | C   | Iraque       | 11  | 6 | 3 | 2 | 1 | 6  | 3  | +3  | classificadas à terceira fase e a Copa da Ásia                 |
| 4   | G   | Vietnã       | 11  | 6 | 3 | 2 | 1 | 6  | 4  | +2  | classificadas à terceira fase e a Copa da Ásia                 |
| 5   | H   | Líbano       | 10  | 6 | 3 | 1 | 2 | 11 | 8  | +3  | classificadas à terceira fase e a Copa da Ásia                 |
| 6   | F   | Tadjiquistão | 10  | 6 | 3 | 1 | 2 | 7  | 8  | −1  | Classificada ao play-off das eliminatórias para a Copa da Ásia |
| 7   | D   | Uzbequistão  | 9   | 6 | 3 | 0 | 3 | 12 | 9  | +3  | Classificada ao play-off das eliminatórias para a Copa da Ásia |
| 8   | B   | Kuwait       | 8   | 6 | 2 | 2 | 2 | 8  | 6  | +2  | Classificada ao play-off das eliminatórias para a Copa da Ásia |

1. ↑  A China já se classificou para a Copa da Ásia como país-sede. Eles retiraram a hospedagem em maio de 2022.

## Terceira fase
A terceira fase consiste em dois grupos com seis seleções cada. Os dois melhores colocados de cada grupo se classificam para a Copa do Mundo FIFA de 2022. Já os terceiros colocados avançam para a quarta fase.
|  | Equipe classificada a Copa do Mundo FIFA de 2022 |
|  | Equipe classificada a quarta fase                |
|  | Equipe eliminada                                 |

### Grupo A
| Pos | Equipe                 | Pts | J  | V | E | D | GP | GC | SG  | Classificado               |  | IRN | KOR | UAE | IRQ | SYR | LBN |
| --- | ---------------------- | --- | -- | - | - | - | -- | -- | --- | -------------------------- |  | --- | --- | --- | --- | --- | --- |
| 1   | Irã                    | 25  | 10 | 8 | 1 | 1 | 15 | 4  | +11 | Copa do Mundo FIFA de 2022 |  | —   | 1–1 | 1–0 | 1–0 | 1–0 | 2–0 |
| 2   | Coreia do Sul          | 23  | 10 | 7 | 2 | 1 | 13 | 3  | +10 | Copa do Mundo FIFA de 2022 |  | 2–0 | —   | 1–0 | 0–0 | 2–1 | 1–0 |
| 3   | Emirados Árabes Unidos | 12  | 10 | 3 | 3 | 4 | 7  | 7  | 0   | Quarta fase                |  | 0–1 | 2–0 | —   | 2–2 | 1–0 | 0–0 |
| 4   | Iraque                 | 9   | 10 | 1 | 6 | 3 | 6  | 12 | −6  | Eliminado                  |  | 0–3 | 0–3 | 1–0 | —   | 1–1 | 0–0 |
| 5   | Síria                  | 6   | 10 | 1 | 3 | 6 | 9  | 19 | −10 | Eliminado                  |  | 0–3 | 0–2 | 1–1 | 1–1 | —   | 2–3 |
| 6   | Líbano                 | 6   | 10 | 1 | 3 | 6 | 5  | 13 | −8  | Eliminado                  |  | 1–2 | 0–1 | 0–1 | 1–1 | 0–3 | —   |

### Grupo B
| Pos | Equipe         | Pts | J  | V | E | D | GP | GC | SG  | Classificado               |  | KSA | JPN | AUS | OMA | CHN | VIE |
| --- | -------------- | --- | -- | - | - | - | -- | -- | --- | -------------------------- |  | --- | --- | --- | --- | --- | --- |
| 1   | Arábia Saudita | 23  | 10 | 7 | 2 | 1 | 12 | 6  | +6  | Copa do Mundo FIFA de 2022 |  | —   | 1–0 | 1–0 | 1–0 | 3–2 | 3–1 |
| 2   | Japão          | 22  | 10 | 7 | 1 | 2 | 12 | 4  | +8  | Copa do Mundo FIFA de 2022 |  | 2–0 | —   | 2–1 | 0–1 | 2–0 | 1–1 |
| 3   | Austrália      | 15  | 10 | 4 | 3 | 3 | 15 | 9  | +6  | Quarta fase                |  | 0–0 | 0–2 | —   | 3–1 | 3–0 | 4–0 |
| 4   | Omã            | 14  | 10 | 4 | 2 | 4 | 11 | 10 | +1  | Eliminado                  |  | 0–1 | 0–1 | 2–2 | —   | 2–0 | 3–1 |
| 5   | China          | 6   | 10 | 1 | 3 | 6 | 9  | 19 | −10 | Eliminado                  |  | 1–1 | 0–1 | 1–1 | 1–1 | —   | 3–2 |
| 6   | Vietnã         | 4   | 10 | 1 | 1 | 8 | 8  | 19 | −11 | Eliminado                  |  | 0–1 | 0–1 | 0–1 | 0–1 | 3–1 | —   |

## Quarta fase
Os dois terceiros colocados da terceira fase se enfrentaram em partida única e campo neutro para determinar quem avança para a repescagem.
| Equipe 1               | Resultado | Equipe 2  |
| ---------------------- | --------- | --------- |
| Emirados Árabes Unidos | 1–2       | Austrália |

## Repescagem intercontinental
A repescagem intercontinental foi determinada em sorteio pela FIFA a 26 de novembro de 2021. A seleção vencedora da quarta fase enfrentou a quinto colocada da CONMEBOL. Foi disputada em jogo único e em campo neutro no dia 13 de junho de 2022.
| Equipe 1  | Resultado   | Equipe 2 |
| --------- | ----------- | -------- |
| Austrália | 0–0 (5–4 p) | Peru     |